# Langanki (Sępopol)
Langanki (deutsch Langhanken) ist ein Ort in der polnischen Woiwodschaft Ermland-Masuren. Er gehört zur Gmina Sępopol (Stadt- und Landgemeinde Schippenbeil) im Powiat Bartoszycki (Kreis Bartenstein).

## Geographische Lage
Langanki liegt in der nördlichen Mitte der Woiwodschaft Ermland-Masuren, elf Kilometer nordöstlich der Kreisstadt Bartoszyce (deutsch Bartenstein).

## Geschichte

### Ortsgeschichte
Der vor 1871 Langanken genannte Ort bestand aus einem Gut und ein paar Gehöften. Im Jahre 1874 wurde der Gutsbezirk Langhanken in den neu errichteten Amtsbezirk Stolzenfeld (polnisch Stopki) im ostpreußischen Kreis Friedland (ab 1927: Kreis Bartenstein) aufgenommen. Die Einwohnerzahl Langhankens belief sich im Jahre 1910 auf 178.
Am 30. September 1928 schlossen sich die Landgemeinde Boritten (polnisch Boryty) und der Gutsbezirk Langhanken zur neuen Landgemeinde Langhanken zusammen. Wenige Jahre später wurde Langhanken vom Amtsbezirk Stolzenfeld in den Amtsbezirk Landskron (polnisch Smolanka) umgegliedert.
Im Jahre 1933 betrug die Zahl der Einwohner Langhankens 183, im Jahre 1939 waren es 170.
Nachdem 1945 in Kriegsfolge das gesamte südliche Ostpreußen an Polen überstellt worden war, bekam Langhanken die polnische Namensform „Langanki“. Das Dorf ist heute Teil der Stadt- und Landgemeinde Sępopol (Schippenbeil) im Powiat Bartoszycki (Kreis Bartenstein), von 1975 bis 1998 der Woiwodschaft Olsztyn, seither der Woiwodschaft Ermland-Masuren zugehörig.

### Trivia
Die an der Südwand des Chores der Stadtkirche Schippenbeil nachträglich angebaute Halle baute man 1865 in spätklassizistischer Manier zu einem Erbbegräbnis der Familie von Kuenheim um, die auf dem Gut Langhanken (Kirchspielort von Schippenbeil) ansässig war.

## Kirche
Bis 1945 war Langhanken in die evangelische Kirche Schippenbeil in der Kirchenprovinz Ostpreußen der Kirche der Altpreußischen Union, außerdem in die römisch-katholische Kirche St. Bruno Bartenstein im damaligen Bistum Ermland eingepfarrt.
Heute gehört Langanki zur römisch-katholischen Pfarrei Sępopol im jetzigen Erzbistum Ermland, sowie zur evangelischen Kirche Bartoszyce, einer Filialkirche von Kętrzyn (Rastenburg) in der Diözese Masuren der Evangelisch-Augsburgischen Kirche in Polen.

## Verkehr
Langanki liegt an einer Nebenstraße, die von Sępopol bis an die polnisch-russische Staatsgrenze bei Szczurkowo (Schönbruch) führt und vor 1945 weiter bis nach Domnau (heute russisch Domnowo in der Oblast Kaliningrad) verlief. Eine Bahnanbindung besteht nicht.